# Roy Rowland
Roy Rowland (New York, 31 dicembre 1910 – Orange, 29 giugno 1995) è stato un regista, produttore cinematografico e produttore televisivo statunitense.

## Biografia
Esordisce a metà degli anni trenta lavorando alla MGM come regista di cortometraggi. Nel 1943, dirige L'angelo perduto, suo primo lungometraggio. Si specializza in lavori considerati di serie B, passando dalla commedia, al thriller, al western e al noir. Negli anni cinquanta, dirige alcuni film a Roma.

## Filmografia parziale
- Hollywood Party (1937)
- Jack Pot (1940)
- A Stranger in Town (1943)
- L'angelo perduto (Lost Angel) (1943)
- Il sole spunta domani (Our Vines Have Tender Grapes) (1945)
- Minorenni pericolosi (Boys' Ranch) (1946)
- Pugno di ferro (Killer McCoy) (1947)
- Tenth Avenue Angel (1948)
- La mano deforme (Scene of the Crime) (1949)
- La carovana maledetta (The Outriders) (1950)
- Due settimane d'amore (Two Weeks with Love) (1950)
- Largo passo io (Excuse My Dust) (1951)
- Squilli al tramonto (Bugles in the Afternoon) (1952)
- Notturno selvaggio (The Moonlighter) (1953)
- Le 5000 dita del Dr. T (The 5,000 Fingers of Dr. T.) (1953)
- L'amore che ci incatena (Affair with a Stranger) (1953)
- Senza scampo (Rogue Cop) (1954)
- Ti ho visto uccidere (Witness to Murder) (1954)
- Un napoletano nel Far West (Many Rivers to Cross) (1955)
- Tutti in coperta (Hit the Deck) (1955)
- Quegli anni selvaggi (These Wilder Years) (1956)
- Donne...dadi...denaro (Meet Me in Las Vegas) (1956)
- I diffamatori (Slander) (1956)
- Arrivederci Roma (Seven Hills of Rome) (1957)
- L'arma della gloria (Gun Glory) (1957)
- Cacciatori di donne (The Girl Hunters) (1963)
- I pistoleros di Casa Grande (Gunfighters of Casa Grande) (1964)
- Surcouf, l'eroe dei sette mari, co-regia di Sergio Bergonzelli (1966)